# Саляхово
Саляхово (баш. Сәләх) — деревня в Зилаирском районе Республики Башкортостан Российской Федерации. Входит в состав Канзафаровского сельсовета.

## География

### Географическое положение
Расстояние до:
- районного центра (Зилаир): 18 км,
- центра сельсовета (Юмагужино): 5 км,
- ближайшей железнодорожной станции (Сибай): 100 км.

## История
Основана в 1926 году 14 жителями д. Верхнегалиево во главе с Саляхом Муртаевым, по имени которого названа.

## Население
| 2002 | 2009 | 2010 |
| ---- | ---- | ---- |
| 168  | ↗190 | ↘161 |

Национальный состав
Согласно переписи 2002 года, преобладающая национальность — башкиры (100 %).